# Пархомівський цукровий завод
Пархомівський цукровий завод - підприємство харчової промисловості в селі Пархомівка Краснокутського району Харківської області України.

## Історія
Цукровий завод у селі Пархомівка Богодухівського повіту Харківської губернії Російської імперії було відкрито у 1872 році цукрозаводчиком І. Г. Харитоненко.
У 1890 році завод був розширений та збільшив обсяги виробництва цукру-піску та патоки. З цього часу тут працювали до трьохсот осіб (переважно безземельних і малоземельних місцевих селян). Умови праці на заводі та забезпечуючої його сировиною економії Харитоненко були важкими, робочий день тривав 12-13 годин.
Економічна криза і «земельний голод», що почалися у 1900 році, призвели до хвилювань і протестних виступів селян у Богодухівському повіті навесні 1902 року, і для охорони Пархомівського цукрового заводу влада надіслала роту козаків.
У результаті першої російської революції 1905—1907 років у Пархомівську мали місце мітинги, демонстрації, протестні виступи та зіткнення мешканців з поліцією та військами (15 жителів було заарештовано). Протягом цього часу для охорони цукрового заводу та економії у Пархомівці безперервно знаходився військовий загін із 50 осіб.
Після лютневої революції у квітні 1917 року в Пархомівці було встановлено владу Української Народної Республіки, ненадовго село окупували комуністи, і навіть встигли ухвалити рішення про конфіскацію землі у поміщиків (економія Харитоненка стала радгоспом, ще 5 тис. десятин розділили між селянами), але радянських окупантів швидко вибили з села. Було відновлено владу УНР, згодом селище опинилося в зоні бойових дій громадянської війни, результатом якої стала радянська окупація.
У 1920-ті роки завод був відновлений та відновив роботу. Протягом 1920 року радянську окупаційну владу декілька разів вдавалося вибити з села місцевим українським повстанським загонам. Радянські окупанти для охорони заводу створили Пархомівську комендантську роту під командуванням М. Заклепенко.
З квітня по липень 1921 року на завод чотири рази робила набіги повстанська армія Нестора Махна з метою реквізиції цукру. Загалом махновці 1921 року реквізували понад 20 тисяч пудів виробленого цукру. 18-19 квітня 1921 полк Махно (400 шабель, 40 тачанок) зробив наліт на Пархомівку. Бої тривали два дні. Комендантська рота загинула повністю, окрім однієї людини. Махновці реквізували 560 пудів цукру та 63 коні.
У 1932 році в селі розпочав роботу пункт з відгодівлі великої рогатої худоби (який відгодовували жомом, що надходив із цукрового заводу). У ході індустріалізації 1930-х років завод отримав нове обладнання і вже в 1940 виробив 10,7 тис. тонн цукру.
Після початку другої світової війни в зв'язку з наближенням лінії фронту частину обладнання заводу було евакуйовано, під час відступу радянські війська спалили цукровий завод і зруйнували колгосп. Надалі, з 9 жовтня 1941 до 12 серпня 1943 року селище знаходилося під німецькою окупацією.
У роки відновлення народного господарства СРСР завод було відновлено, він запрацював у січні 1945 року. В результаті, після завершення реконструкції завод увійшов до передових підприємств цукрової промисловості СРСР. У 1959—1965 роки чисельність постійних працівників заводу становила понад 200 осіб (збільшуючись до 600 на сезон цукроваріння), обсяг виробництва — 17,5 тис. тонн цукру на рік.
Після проголошення незалежності України завод перейшов у відання Державного комітету харчової промисловості України. У липні 1995 року Кабінет Міністрів України ухвалив рішення про приватизацію заводу, після чого державне підприємство було перетворено на відкрите акціонерне товариство.
На початку 2000-х років у зв'язку зі скороченням посівів цукрових буряків у області становище заводу ускладнилося. 21 жовтня 2001 зупинився через відсутність сировини (встигнувши переробити 41,2 тис. тонн буряків і отримати 5269 тонн цукру), але 1 листопада 2002 відновив роботу.
2002 рік завод завершив зі збитком у розмірі 3,24 млн. гривень. 20 травня 2003 року господарський суд Харківської області порушив справу про банкрутство заводу. 4 листопада 2003 завод був визнаний банкрутом і почалася процедура ліквідації підприємства. У жовтні 2004 року Антимонопольний комітет України дозволив продаж заводу харківської компанії ТОВ «Сінтал-Д». 2005 року завод виробив 8,8 тис. тонн цукру.
Після початку сезону цукроваріння восени 2009 року, 18 жовтня 2009 року на заводі сталася аварія та виробництво цукру тут було зупинено. Проте завод продовжував роботу як бурякоприймальний пункт і склад, з якого відбувалося відвантаження цукрових буряків.
У 2010 році завод відновив переробку буряків та виробництво цукру, але з 2011 року знову не працював. У 2012 році завод був проданий фірмою «Синтал Агрікультурі» за 1,7 млн. доларів США компанії "Цукровик-Агро", що входить до орбіти голови Краснокутської районної ради Віктора Слончака.